# Katai
Katai is een census town in het district Thane van de Indiase staat Maharashtra. 

## Demografie
Volgens de Indiase volkstelling van 2001 wonen er 11250 mensen in Katai, waarvan 74% mannelijk en 26% vrouwelijk is. De plaats heeft een alfabetiseringsgraad van 67%. 